# Torre de defensa de Ca n'Amell
La Torre de defensa de Ca n'Amell és un edifici de Sitges (Garraf) declarada Bé Cultural d'Interès Nacional.

## Descripció
A un dels costats de la masia s'alça una torre de defensa medieval, de planta circular. Té la base lleugerament atalussada i actualment la part superior està rebaixada per definir la coberta actual. També hi ha restes medievals en un trencaaigües de la finestra que hi ha sobre la porta principal de la casa.
El conjunt dona sensació de fortalesa, alhora habitatge i element defensiu.